# Дурыгина, Клавдия Ивановна
Кла́вдия Ива́новна Дуры́гина (1927, с. Усть-Мосиха, Ребрихинский район, Сибирский край, СССР — ?) — звеньевая Алейского свеклосовхоза Министерства пищевой промышленности СССР, Герой Социалистического Труда (1948).

## Биография
Родилась в 1927 году в селе Усть-Мосиха Ребрихинского района Сибирского края в семье крестьян.
Окончив начальную школу в 1941 году, устроилась работать в свеклосовхоз «Алейский». После окончания Великой Отечественной войны стала главой полеводческого звена, которое в 1947 году собрало урожай ржи 35,94 центнера с гектара на участке в 10 гектаров.
Указом Президиума Верховного Совета СССР от 14 мая 1948 года «за получение высоких урожаев пшеницы, ржи и сахарной свеклы в 1947 году» удостоена звания Героя Социалистического Труда с вручением ордена Ленина и золотой медали «Серп и Молот».
Жила в Барнауле.
Награждена орденом Ленина (14.5.1948) и медалью «За трудовую доблесть» (11.6.1949).